# Бумба Михайло Миколайович
Бумба Михайло Миколайович — (*18 квітня 1901) — український майстер декоративно-ужиткового мистецтва. Родом з Бойківщини.
Працював в галузі художньої обробки дерева, зокрема плоского різьблення на полірованій пофарбованій дошці.
У цій техніці виконав сюжетно-тематичні композиції на шевченківські теми: «Хата батьків Т. Г. Шевченка» (1948), Ювілейний альбом (1931), «Т. Г. Шевченко» (1964).